# Entocythere harrisi
Entocythere harrisi är en kräftdjursart som beskrevs av Peters 1975. Entocythere harrisi ingår i släktet Entocythere och familjen Entocytheridae. Inga underarter finns listade i Catalogue of Life.